# Protambulyx astygonus
Protambulyx astygonus är en fjärilsart som beskrevs av Jean Baptiste Boisduval 1875. Protambulyx astygonus ingår i släktet Protambulyx och familjen svärmare. Inga underarter finns listade i Catalogue of Life.

## Beskrivning

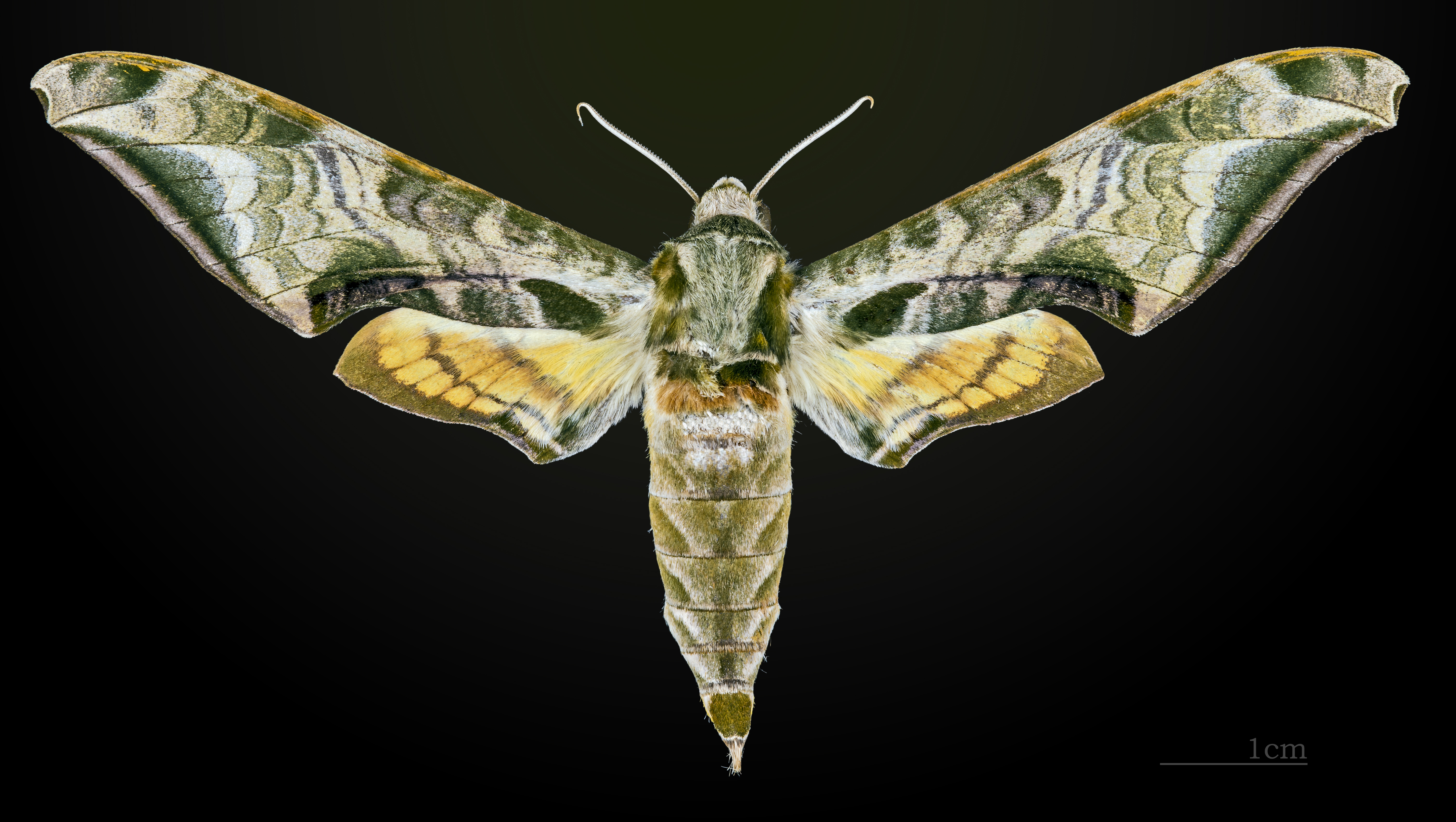
♂
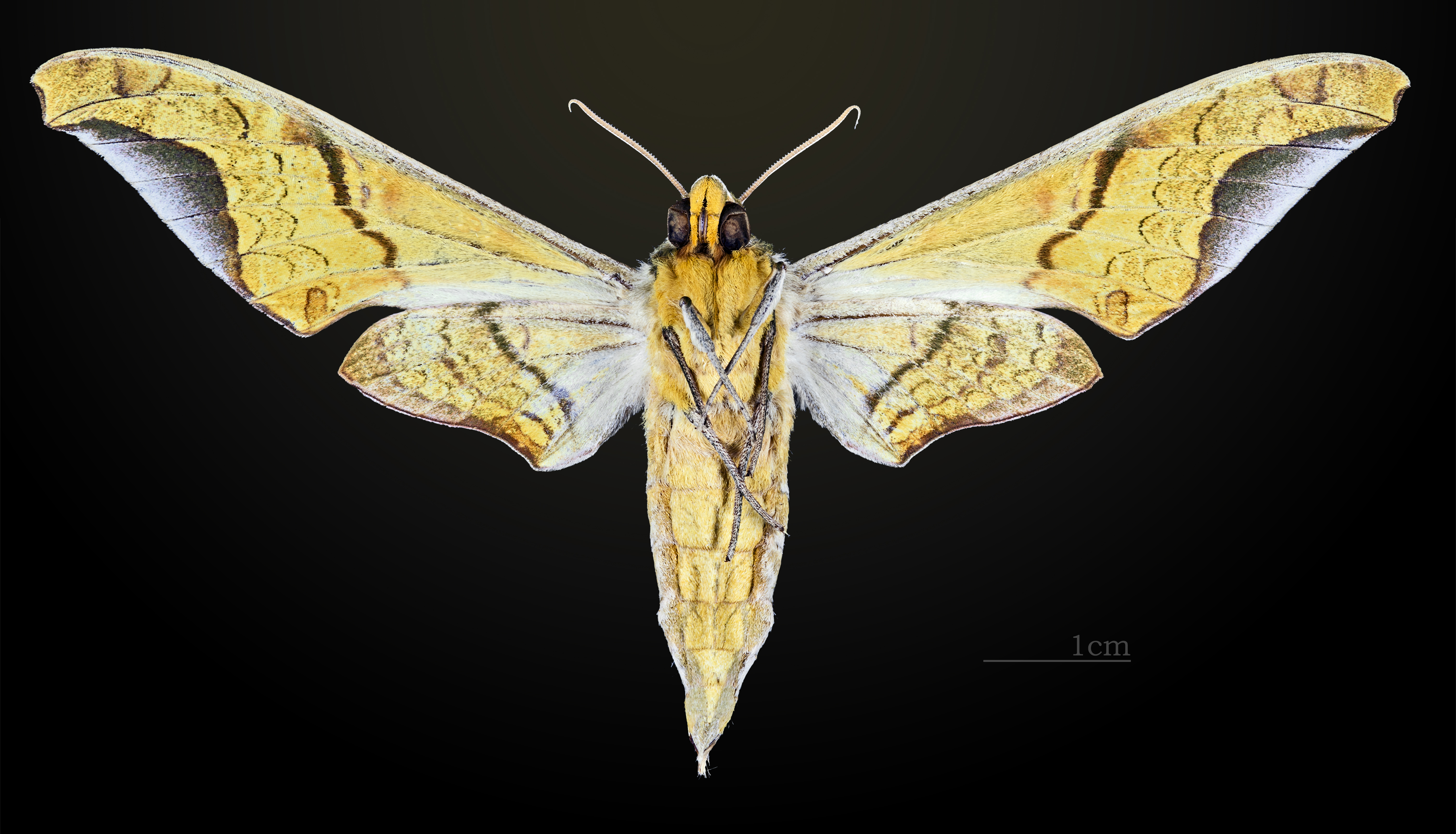
♂ △
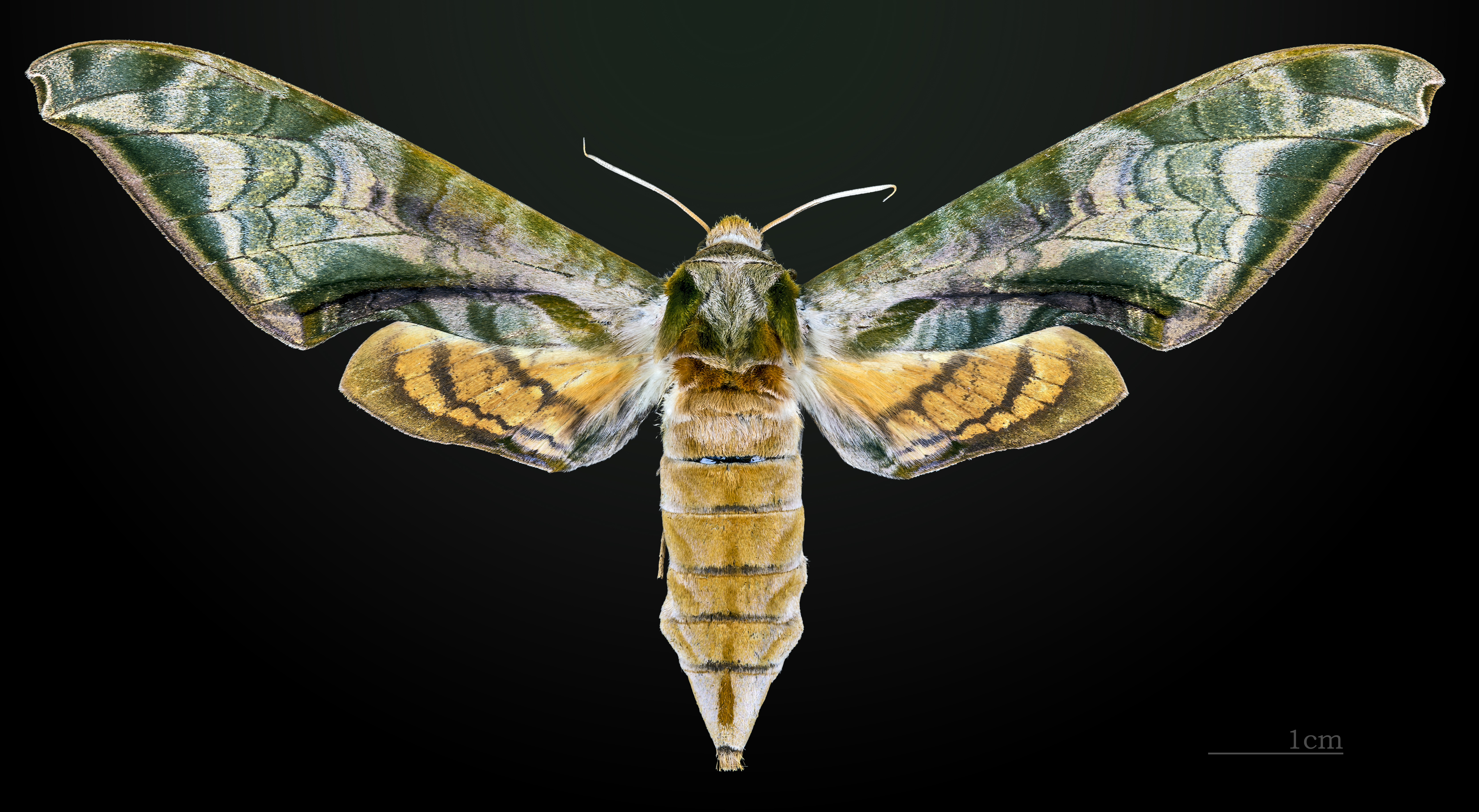
♀
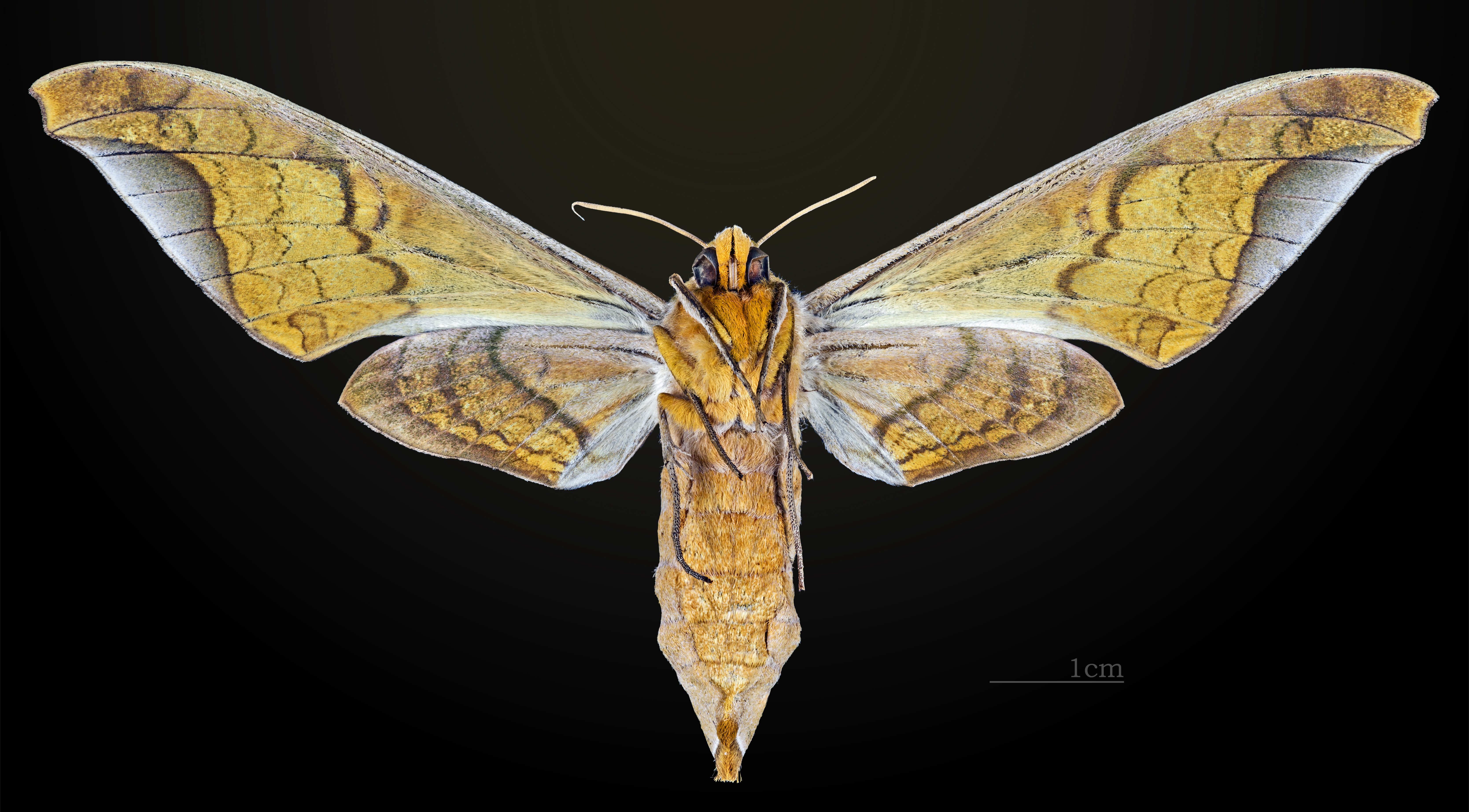
♀ △